# Austrocarabodes flabellifer
Austrocarabodes flabellifer är en kvalsterart som beskrevs av Sandór Mahunka 1986. Austrocarabodes flabellifer ingår i släktet Austrocarabodes och familjen Carabodidae. Inga underarter finns listade.